# Щербакова, Анна Станиславовна
А́нна Станисла́вовна Щербако́ва (род. 28 марта 2004, Москва, Россия) — российская фигуристка, выступающая в одиночном катании. Олимпийская чемпионка 2022 года в одиночном катании, чемпионка мира (2021), чемпионка (2022) и серебряный призёр (2020) чемпионата Европы. Победительница командного чемпионата мира по фигурному катанию (2021). Серебряный призёр финала Гран-при (2019). Трёхкратная чемпионка России (2019, 2020, 2021) и серебряный призёр чемпионата России (2022). Серебряный призёр чемпионата мира среди юниоров.
Мастер спорта России (2018). Мастер спорта России международного класса (2020). Заслуженный мастер спорта России (2021).
Щербакова — первая фигуристка в истории, исполнившая два четверных лутца в одной программе, а также четверной лутц на соревнованиях среди взрослых. Также она первая фигуристка среди женщин, исполнившая каскад четверной флип — тройной тулуп, как и первая в истории мирового фигурного катания фигуристка, приземлившая в одной программе два четверных флипа среди женщин. Первая и единственная фигуристка-одиночница из России, выигравшая Олимпиаду, будучи действующей чемпионкой мира.

## Биография
Родилась 28 марта 2004 года в Москве. Прадед по мужской линии — Прохор Щербаков, советский государственный и политический деятель, председатель Президиума Верховного Совета Марийской АССР. Отец Станислав — физик, впоследствии занялся интернет-рекламой. Мать Юлия — по образованию геолог, окончила МГУ. У Анны есть две сестры — старшая Инна и младшая Яна.
В 2022 году поступила в РУС «ГЦОЛИФК» на кафедру теории и методики конькобежного спорта, фигурного катания на коньках и кёрлинга.

## Спортивная карьера
Анна Щербакова начала заниматься фигурным катанием в три с половиной года, когда родители вслед за старшей дочерью привели её на тренировки в ледовый дворец «Хрустальный». Первыми тренерами Анны были Юлия Красинская и Оксана Булычёва. С ноября 2013 года девочка стала тренироваться под руководством Этери Тутберидзе.

### Среди юниоров

#### Сезон 2017—2018
В начале сезона 2017—2018 Анна Щербакова сломала ногу, восстановление заняло полгода, из-за чего ей пришлось пропустить большую часть сезона. В конце января 2018 года заняла 13-е место на Первенстве России среди юниоров, проходившем в Саранске, но уже через месяц выиграла Финал Кубка России 2018 в Великом Новгороде.

#### Сезон 2018—2019
В сезоне 2018—2019 дебютировала в юниорской серии Гран-при, победив на этапах в Словакии и Канаде и таким образом обеспечив себе место в финале. В начале декабря в Ванкувере в финале юниорского Гран-при выступила неудачно, упав с четверного лутца (первого прыжка в своей произвольной программе) и в итоге оказавшись по сумме только пятой.

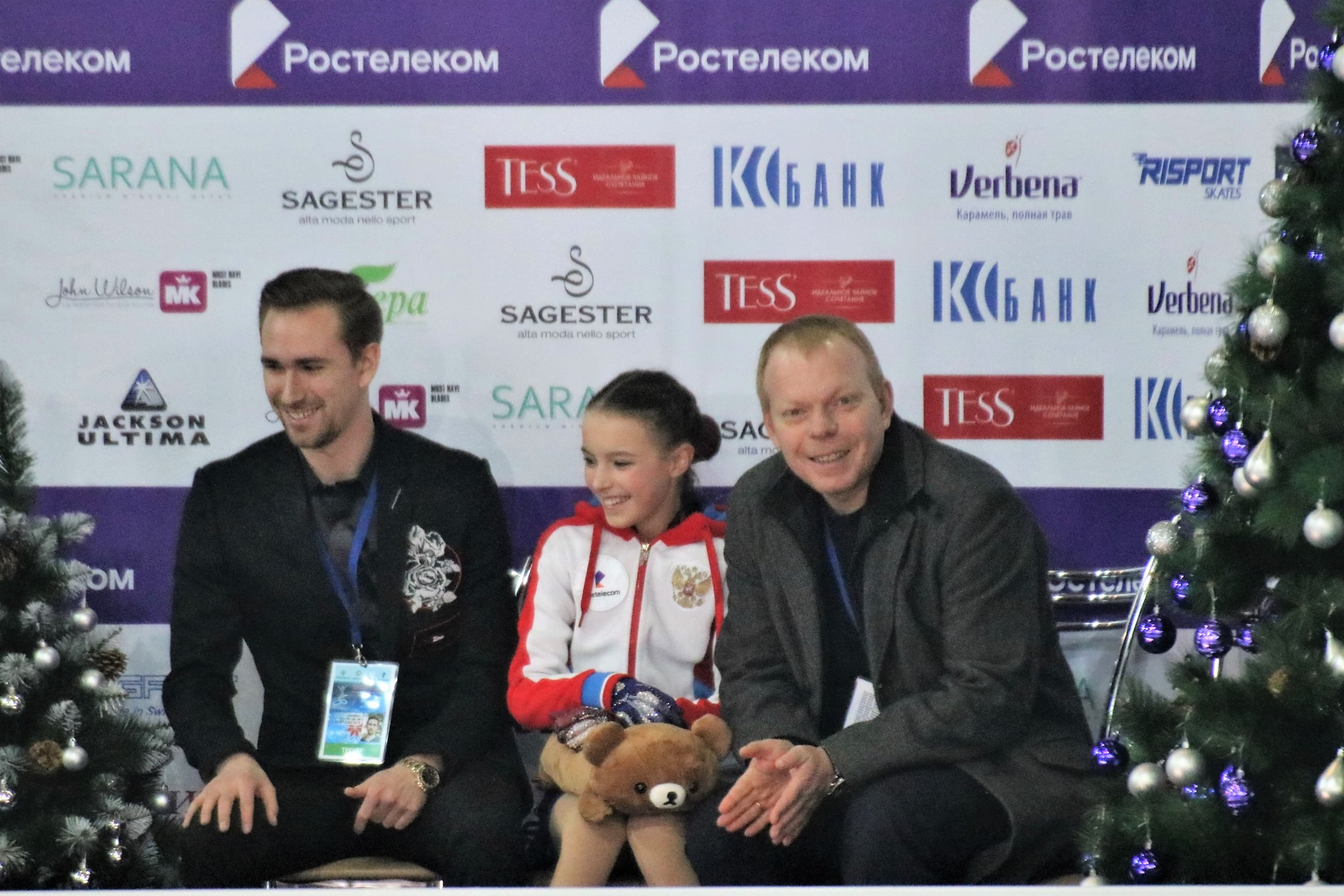
Анна Щербакова с Даниилом Глейхенгаузом (слева) и Сергеем Дудаковым (справа) на чемпионате России 2019 года

На чемпионате России после проката короткой программы занимала пятое место. На второй соревновательный день чисто исполнила все элементы своей произвольной программы, включая четверной лутц, и, показав лучший результат среди всех фигуристок — 155,69 балла, с суммой 229,78 балла стала чемпионкой страны.
На европейском юношеском олимпийском фестивале в Сараево набрала по сумме двух программ 202,79 балла и завоевала «золото».
В марте 2019 года на юниорском чемпионате мира в Хорватии Щербакова «взяла» «серебро» с суммой 219,94 балла.

### Среди взрослых

#### Сезон 2019—2020

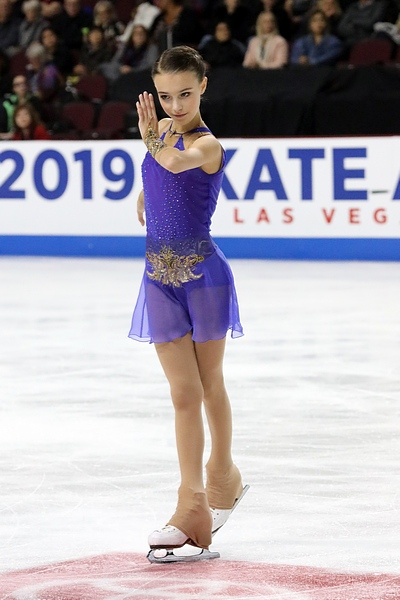
На этапе Гран-при Skate America 2019

В сентябре 2019 года Щербакова дебютировала среди взрослых фигуристов на итальянском турнире, входящем в серию «Челленджер» — Lombardia Trophy. Анна одержала уверенную победу с общей суммой 218,2 балла, опередив Елизавету Туктамышеву, завоевавшую «серебро». При этом в произвольной программе Анна чисто исполнила четверной лутц, став первой фигуристкой в истории, которой покорился данный прыжок на взрослом уровне. Вторым ярким моментом произвольной программы стала смена цвета платья, которое одним движением руки во время вращения превратилось из синего в ярко-красное. Смена внешнего облика фигуристки подчеркнула смену музыкальной темы и темпа исполнения программы, где лирический настрой Гносианы № 1 Эрика Сати уступил энергии и напору музыкальной темы из балета «Жар-птица» Игоря Стравинского.
В октябре 2019 года Щербакова установила рекорд на этапе Гран-при Skate America в Лас-Вегасе. В произвольной программе она выполнила каскад из четверного лутца и тройного тулупа, за который получила 18,66 балла. По итогам короткой и произвольной программ она обошла американку Брэди Теннел и стала первой, набрав 227,76 балла.
За выступление в короткой программе в китайском Чунцине на турнире Гран-при Cup of China Щербакова получила от судей 73,51 балла, установив новый личный рекорд в коротких прокатах. В произвольной программе фигуристка исполнила два четверных лутца — сольный и в каскаде с тройным тулупом. Судьи оценили её выступление в 152,53 балла, по сумме двух прокатов Анна получила 226,04 балла. Выиграв этап в Китае, Анна прошла в финал серии Гран-при.
В финале серии Гран-при в итальянском Турине Анна Щербакова стала серебряным призёром. После короткой программы фигуристка занимала третье место. За своё выступление Анна получила от судей 78,27 балла, обновив личный рекорд. Произвольную программу Щербакова выиграла, также установив свой личный рекорд 162,65 балла и обновив свой же рекорд за самый дорогой элемент в женском одиночном катании, за каскад четверной лутц — тройной тулуп фигуристка получила 19,15 балла.
В конце декабря 2019 года в Красноярске Российская фигуристка Анна Щербакова защитила титул чемпионки России по фигурному катанию, блестяще исполнив произвольную программу. Щербакова исполнила два четверных лутца (один — в каскаде с тройным тулупом) и четверной флип с помаркой. Уже после первых четырёх прыжковых элементов Щербакова набрала 55 баллов за технику (всего — 108). Щербакова набрала за свой прокат 181,94 балла и 261,87 по сумме, превзойдя лучшие на тот момент показатели в истории, но они не были засчитаны таковыми, так как Международный союз конькобежцев учитывает результаты, установленные только на международных соревнованиях.
На чемпионате Европы по фигурному катанию, который проходил в Граце (Австрия) действующая чемпионка России Анна Щербакова завоевала серебряную медаль. В произвольной программе Анна заняла первое место и уже традиционно побила свой же рекорд за самый дорогой элемент в женском одиночном катании, за каскад четверной лутц — тройной тулуп на этот раз фигуристка получила 19,31 балла. Но отставание после короткой программы не позволило ей занять итоговое первое место.
Чемпионат мира 2020 в Монреале (Канада) был отменён из-за коронавируса.

#### Сезон 2020—2021
В сезоне 2020—2021 года короткая программа Анны Щербаковой была поставлена под Элегию Жюля Массне. Композиция O Doux Printemps D’autrefois звучит в исполнении Джошуа Белла. Произвольная состоит из трёх музыкальных фрагментов: саундтреков к фильму «Дом тёмных бабочек» и композиции Secrets группы One Republic.
В сентябре 2020 года 16-летняя спортсменка одержала уверенную победу на первом этапе Кубка России, который проходил в Сызрани. В произвольной программе Анна выполнила четверной флип. По итогам короткой и произвольной программ спортсменка набрала 246,40 балла.
В октябре Анна Щербакова выиграла третий этап Кубка России по фигурному катанию в Сочи, который проходил при закрытых трибунах из-за коронавирусных ограничений. В произвольной программе спортсменка исполнила четверной флип. В сумме за два дня выступлений Анна получила 239,91 балла.
В ноябре 2020 года спортсменка должна была принять участие в московском этапе Гран-при: Кубок Ростелеком. В день начала соревнования через официальный сайт ФФККР было сообщено, что «фигуристка вынуждена сняться с соревнований из-за болезни, по медицинским показаниям». Вскоре в других источниках появилось уточнение, что у двукратной чемпионки России диагностирована пневмония. Тест на коронавирус перед соревнованиями показал отрицательный результат.
В конце декабря в Челябинске Анна Щербакова завоевала третий титул чемпионки России по фигурному катанию. В прокате спортсменка исполнила четвертные лутц и флип. Её оценка за произвольную — 183,79, в сумме за два соревновательных дня спортсменка получила 264,10 балла. В интервью Анна рассказала, что тренерский штаб уговаривал её сняться с турнира из-за тяжёлых последствий пневмонии. Спортсменка уже давно не прокатывала свои программы полностью даже на тренировках. "Сейчас я просто очень счастлива. Большое спасибо всем, кто к этому причастен. И спасибо себе, что я не снялась, поборолась", — заявила Щербакова в интервью Первому каналу сразу после проката.
В феврале 2021 года Анна приняла участие в Кубке Первого канала по фигурному катанию. В первый соревновательный день спортсменка успешно выступила на прыжковом турнире. В последующие два дня Анна Щербакова участвовала в командном турнире, фигуристка попала в команду Алины Загитовой «Красная машина». Короткую программу Анна откатала чисто, получила за неё 82,89 балла. Результат за произвольную программу составил 169,06 балла, по сумме — 251,95. По итогу команда «Красная машина» заняла первое место.
26 марта 2021 года заняла первое место на чемпионате мира по фигурному катанию в Стокгольме. Из-за жёстких коронавирусных ограничений в Швеции соревнования проходили без зрителей.
В апреле 2021 Анна Щербакова выступила на командном чемпионате мира, который проходил в Осаке. Спортсменка выиграла как короткую, так и произвольную программы и принесла своей команде максимально возможные баллы. Команда России впервые в истории выиграла этот турнир.

#### Сезон 2021—2022. Олимпийские игры
В сентябре 2021 года на контрольных прокатах сборной России по фигурному катанию проходивших в Челябинске, Анна Щербакова представила новую короткую программу под мелодию композитора Кирилла Рихтера The Songs of Distant Earth. В произвольной программе, поставленной под саундтрек к фильму «Мастер и Маргарита» композитора Игоря Корнелюка, а также трек Ruska группы Apocalyptica и Lacrimosa из «Реквиема» Вольфганга Амадея Моцарта, Щербакова исполнила каскад тройной лутц-тройной риттбергер, тройной флип-тройной тулуп, тройной флип, двойной аксель, тройной лутц-тройной сальхов через ойлер, тройной флип и тройной лутц.
В октябре 2021 года на международном турнире в Будапеште состоялась соревновательная премьера новых программ. Спортсменка лидировала после чистого исполнения короткой программы с 74,76 баллами. В начале произвольной программы фигуристка упала при выполнении четверного флипа, стала второй в произвольной программе, набрав 147,97 балла. По итогам двух программ Анна Щербакова получила серебряную медаль турнира, уступив Майе Хромых.
В ноябре Анна выиграла третий этап серии Гран-при Gran Premio d’Italia, получив 236,78 балла. По итогам короткой программы занимала третье место с результатом 71,73 балла. Анна Щербакова выходила на лёд последней, вместо запланированного, одного из самых высоко оцениваемых тройных каскадов — тройной лутц-тройной риттбергер, исполнила каскад тройной лутц-двойной тулуп. На следующий день в произвольной программе исполнила четверной флип, а во второй части программы выполнила неудавшийся в короткой программе каскад. За безошибочное исполнение произвольной программы получила 165,05 балла и обновила личный рекорд почти на 3 балла. На третьем этапе серии Гран-при в Италии Анне Щербаковой удалось успешно исполнить четверной прыжок впервые в сезоне.
В конце ноября на пятом этапе серии Гран-при Internationaux de France фигуристка исполнила новую короткую программу под композицию Инона Зура «Dangerous Affairs», в которой прыгнула двойной аксель, тройной флип и каскад из тройных лутца и тулупа. Чистое исполнение прыжков, а также оценка остальных элементов на четвёртый уровень, позволила Анне занять промежуточное первое место с результатом 77,94 балла. В произвольной программе было запланировано исполнение двух четверных прыжков, но вначале программы при заходе на четверной лутц Анна упала и не выполнила прыжок. Фигуристка в очередной раз проявила силу характера, смогла собраться и великолепно исполнила четверной флип, а во второй половине ещё и сложный каскад тройной лутц-тройной риттбергер, набрав 151,75 балла. За обе программы Анна Щербакова получила 229,69 балла и второй раз в сезоне победила на этапе Гран-при, обеспечив себе выход в финал серии.
По итогам шести этапов серии Гран-при Анна Щербакова одержала победу на двух своих этапах и стала одной из пяти российских одиночниц, отобравшихся в финал серии, который должен был состояться с 9 по 12 декабря в японской Осаке. В начале декабря стало известно, что финал Гран-при не состоится по причине закрытия японским правительством границ страны для иностранцев из-за угрозы распространения омикрон-штамма коронавирусной инфекции.
В декабре был чемпионат России, по итогам которого с учётом отмены результата Валиевой стала второй.
В январе выступила на чемпионате Европы, проводившемся в Таллине. По итогам короткой программы занимала 4 место с 69,05 балла, в программе она исполнила двойной аксель, тройной флип и упала с тройного лутца, таким образом сорвала запланированный каскад тройной лутц — тройной риттбергер. В произвольной программе она исполнила четверной флип, каскад тройной флип — тройной тулуп, двойной аксель, двойной аксель, каскад тройной лутц — тройной риттбергер и каскад тройной флип — ойлер — тройной сальхов, тройной лутц и получила 168,37 балла и улучшила свой личный рекорд на 3 балла. Получив 237,42 баллов за прокат, она заняла второе место по произвольной программе и стала второй в общем зачёте, уступив Камиле Валиевой.
На Олимпийских игра 2022 в Пекине в личном турнире, по итогам короткой программы занимала промежуточное второе место с 80,20 баллов, уступая Камиле Валиевой, в программе она исполнила двойной аксель, тройной флип, каскад тройной лутц — тройной тулуп. В произвольной программе исполнила каскад четверной флип — тройной тулуп, четверной флип, каскад тройной флип — тройной тулуп, двойной аксель, каскад тройной лутц — тройной риттбергер, каскад тройной флип — ойлер — тройной сальхов, тройной лутц и получила 175,75 баллов. Получив 255,95 баллов за прокат она заняла второе место по произвольной программе и стала первой в общем зачёте, опередив Александру Трусову и японку Каори Сакамото. Выступавшая последней, лидер короткой программы Валиева совершила несколько серьёзных ошибок; Щербакова стала олимпийской чемпионкой, а Валиева заняла 4-е место. Все элементы обеих олимпийских программ Щербаковой были оценены с надбавкой за качество исполнения в 20 и более процентов от базовой стоимости.
После победы на Олимпийских играх Щербакова должна была выступить на чемпионате мира во французском Монпелье, к которому подходила в ранге одной из фавориток. Но в результате полномасштабного военного вторжения России на Украину, российские фигуристы были отстранены от международных соревнований по решению ISU.
За спортивные успехи, достигнутые в 2022 году, Щербакова была номинирована на премию Международного союза конькобежцев (ISU) в категории «Самый ценный фигурист». Она стала единственным представителем России среди соискателей на награду. Украинская федерация фигурного катания направила в ISU два обращения. Президент УФФК Михаил Макаров и председатель комиссии спортсменов УФФК Анна Хныченкова попросили исключить Щербакову из списка претендентов на премию ISU в связи со вторжением России на Украину. Тем не менее, Щербакова вошла в шорт-лист (тройку лидеров) претендентов на награду. Из соображений безопасности, связанных с российским вторжением на Украину, её не пригласили на церемонию вручения наград в Цюрих, хотя она была номинирована на главный приз. Самым ценным фигуристом был признан олимпийский чемпион Нейтан Чен.

## Техника
В апреле 2018 года на тренировке впервые чисто выполнила каскад из четверного лутца, тройного тулупа и тройного риттбергера. Также на тренировках исполняет четверной тулуп.
20 октября 2019 года на этапе Гран-при Skate America, впервые в истории женского одиночного катания, Щербакова исполнила в произвольной программе два четверных лутца, один из них в каскаде с тройным тулупом. После перелома ноги Щербакова больше не исполняет четверной тулуп, но выучила четверной флип, который, в частности, был показан на Олимпийских Играх
.
Нидерландский арбитр Йерун Принс, обслуживавший соревнования на Олимпийских играх в Пекине, назвал Щербакову «разноплановой» фигуристкой. К достоинствам спортсменки он отнёс высокую техническую сложность и качественные программы. Из недостатков специалист отметил проблемы с рёбрами при выполнении зубцовых прыжков. Так, спортсменка может получать отметку за неясное ребро на некоторых элементах, и, хоть такая ошибка и не влияет на их базовую стоимость, она приводит к потере баллов.

## Программы
| Сезон     | Короткая программа | Произвольная программа | Показательные номера |
| --------- | --- | --- | --- |
| 2023—2024 | Не участвовала в соревнованиях | Не участвовала в соревнованиях | - «О чём ты думаешь?» Алексей Воробьёв - «Frozen» Мадонна |
| 2022—2023 | Не участвовала в соревнованиях | Не участвовала в соревнованиях | - «Run The Worlds (Girls)» Бейонсе совместно с Камилой Валиевой и Алиной Загитовой - «Двое в кафе» (из фильма «Семнадцать мгновений весны») Микаэл Таривердиев - «Кометы» polnalyubvi - «Ave Maria» в исполнении Димаш Кудайберген - «The Prayer of Francois Villion» Регина Спектор |
| 2021—2022 | - «Dangerous Affairs» Инон Зур хореограф-постановщик Даниил Глейхенгауз - «The Songs of Distant Earth» Кирилл Рихтер                                             | - «Ruska» Apocalyptica - «Великий бал у сатаны» (из телесериала «Мастер и Маргарита») Игорь Корнелюк - «Lacrimosa» Вольфганг Амадей Моцарт в исполнении Дэвида Гарретта | - «Ave Maria» в исполнении Димаш Кудайберген - «Six Gnossiennes: No.1: Lent» Эрик Сати в исполнении Роланда Пёнтинена - Различные композиции из балета «Жар-птица» Игорь Стравинский                                                                                                 |
| 2020—2021 | - «O Doux Printemps D’autrefois» Жюль Массне (из трагедии Леконта де Лиля «Эринии») в исполнении Джошуа Белла                                                    | - «Morning Passages» Филип Гласс - «Forgiveness» Пану Аалти - «Secrets» OneRepublic                                                                                     | - «Everybody Wants to Rule the World» (музыка из фильма «Голодные игры: И вспыхнет пламя») в исполнении Lorde |
| 2019—2020 | - «The Girl with the Plums» - «Meeting Laura» - «Laura’s murder» Том Тыквер, Джонни Климек, Райнхольд Хайль (музыка из фильма «Парфюмер. История одного убийцы») | - «Six Gnossiennes: No.1: Lent» Эрик Сати в исполнении Роланда Пёнтинена - Различные композиции из балета «Жар-птица» Игорь Стравинский                                 | - «Kimono» Strawhatz - «Till The AM» TroyBoi |
| 2018—2019 | - «A Comme Amour» Ричард Клайдерман | - «Introduction and Rondo Capriccioso» Камиль Сен-Санс | - «Kimono» Strawhatz - «Till The AM» TroyBoi - «Dreamcatcher» Secret Garden |
| 2017—2018 | - «Ноктюрны (опус 9, Шопен)» Фридерик Шопен | - «Dreamcatcher» Secret Garden | |

## Спортивные достижения

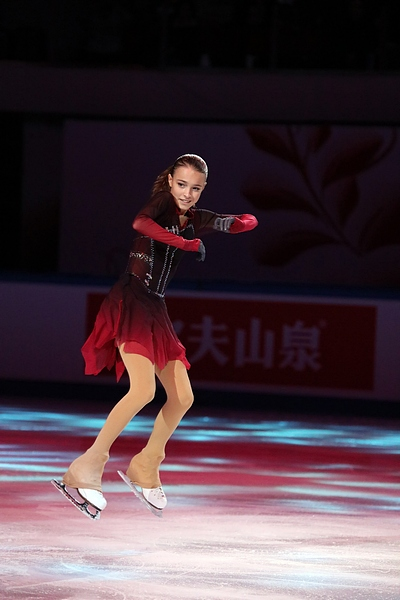
Анна Щербакова выступает с показательным номером на этапе Гран-при Cup of China 2019

| Соревнования                                       | 17/18                        | 18/19                        | 19/20                        | 20/21                        | 21/22                        | 22/23                        | 23/24                        |
| Международные индивидуальные                       | Международные индивидуальные | Международные индивидуальные | Международные индивидуальные | Международные индивидуальные | Международные индивидуальные | Международные индивидуальные | Международные индивидуальные |
| -------------------------------------------------- | ---------------------------- | ---------------------------- | ---------------------------- | ---------------------------- | ---------------------------- | ---------------------------- | ---------------------------- |
| Зимние Олимпийские игры                            |                              |                              |                              |                              | 1                            |                              |                              |
| Чемпионаты мира                                    |                              |                              |                              | 1                            |                              |                              |                              |
| Чемпионаты Европы                                  |                              |                              | 2                            |                              | 1                            |                              |                              |
| Финалы Гран-при                                    |                              |                              | 2                            |                              | C                            |                              |                              |
| Этапы Гран-при. Cup of China                       |                              |                              | 1                            |                              |                              |                              |                              |
| Этапы Гран-при. Skate America                      |                              |                              | 1                            |                              |                              |                              |                              |
| Этапы Гран-при. Internationaux de France           |                              |                              |                              |                              | 1                            |                              |                              |
| Этапы Гран-при. Италия                             |                              |                              |                              |                              | 1                            |                              |                              |
| Челленджеры. Lombardia Trophy                      |                              |                              | 1                            |                              |                              |                              |                              |
| Budapest Trophy                                    |                              |                              |                              |                              | 2                            |                              |                              |
| Международные командные                            |                              |                              |                              |                              |                              |                              |                              |
| Командные чемпионаты мира                          |                              |                              |                              | 1                            |                              |                              |                              |
| Национальные                                       |                              |                              |                              |                              |                              |                              |                              |
| Чемпионаты России                                  |                              | 1                            | 1                            | 1                            | 2                            |                              |                              |
| Первенство России среди юниоров                    | 13                           | 3                            |                              |                              |                              |                              |                              |
| Зимняя Спартакиада (юношеская)                     |                              | 2                            |                              |                              |                              |                              |                              |
| Финалы Кубка России                                | 1 юн.                        |                              |                              |                              |                              |                              |                              |
| Этапы Кубка России. I этап                         |                              |                              |                              | 1                            |                              |                              |                              |
| Этапы Кубка России. II этап                        |                              | 1                            |                              |                              |                              |                              |                              |
| Этапы Кубка России. III этап                       |                              |                              |                              | 1                            |                              |                              |                              |
| Этапы Кубка России. IV этап                        |                              | 1 юн.                        |                              |                              |                              |                              |                              |
| Русский вызов                                      |                              |                              |                              |                              |                              | 3                            |                              |
| Национальные командные                             |                              |                              |                              |                              |                              |                              |                              |
| Кубок Первого канала                               |                              |                              |                              | 1                            | 1                            |                              | 1                            |
| Международные среди юниоров                        |                              |                              |                              |                              |                              |                              |                              |
| Чемпионаты мира среди юниоров                      |                              | 2                            |                              |                              |                              |                              |                              |
| Финалы юниорского Гран-при                         |                              | 5                            |                              |                              |                              |                              |                              |
| Этапы юниорского Гран-при. Словакия                |                              | 1                            |                              |                              |                              |                              |                              |
| Этапы юниорского Гран-при. Канада                  |                              | 1                            |                              |                              |                              |                              |                              |
| Зимние Европейские юношеские Олимпийские фестивали |                              | 1                            |                              |                              |                              |                              |                              |

### Подробные результаты
Примечание. Цветом выделены медали. На чемпионатах ИСУ награждают малыми медалями за короткую и произвольную программу.
| Дата                | Соревнование                                            | КП            | ПП            | Сумма         |
| Сезон 2021—22       | Сезон 2021—22                                           | Сезон 2021—22 | Сезон 2021—22 | Сезон 2021—22 |
| ------------------- | ------------------------------------------------------- | ------------- | ------------- | ------------- |
| 15—17 февраля 2022  | Зимние Олимпийские игры 2022 — одиночное катание        | 2 80,20       | 2 175,75      | 1 255,95      |
| 10—16 января 2022   | Чемпионат Европы 2022                                   | 4 69,05       | 2 168,37      | 2 237,42      |
| 21—26 декабря 2021  | Чемпионат России 2022                                   | 2 81,46       | 4 158,10      | 3 239,56      |
| 19—21 ноября 2021   | Этапы Гран-при. Internationaux de France 2021           | 1 77,94       | 1 151,75      | 1 229,69      |
| 5—7 ноября 2021     | Этапы Гран-при. Gran Premio d'Italia 2021               | 3 71,73       | 1 165,05      | 1 236,78      |
| 14—17 октября 2021  | Budapest Trophy                                         | 1 74,76       | 2 147,97      | 2 222,73      |
| Сезон 2020—21       |                                                         |               |               |               |
| 15—18 апреля 2021   | Командный чемпионат мира 2021                           | 1 81,07       | 1 160,58      | 1К/1Л 241,65  |
| 22—28 марта 2021    | Чемпионат мира 2021                                     | 1 81,00       | 2 152,17      | 1 233,17      |
| 24—29 декабря 2020  | Чемпионат России 2021                                   | 1 80,31       | 1 183,79      | 1 264,10      |
| 23—27 октября 2020  | Этапы Кубка России. III этап — Сочи                     | 2 77,47       | 1 162,44      | 1 239,91      |
| 18—22 сентября 2020 | Этапы Кубка России. I этап — Сызрань                    | 1 82,13       | 1 164,27      | 1 246,40      |
| Сезон 2019—20       |                                                         |               |               |               |
| 20—26 января 2020   | Чемпионат Европы 2020                                   | 2 77,95       | 1 159,81      | 2 237,76      |
| 24—29 декабря 2019  | Чемпионат России 2020                                   | 2 79,93       | 1 181,94      | 1 261,87      |
| 5—8 декабря 2019    | Финал Гран-при 2019/2020                                | 3 78,27       | 1 162.65      | 2 240.92      |
| 8—10 ноября 2019    | Этапы Гран-при. Cup of China 2019                       | 1 73,51       | 1 152,53      | 1 226,04      |
| 18—20 октября 2019  | Этапы Гран-при. Skate America 2019                      | 4 67,60       | 1 160,16      | 1 227,76      |
| 13—15 сентября 2019 | Челленджеры. Lombardia Trophy 2019                      | 3 67,73       | 1 150,47      | 1 218,20      |
| Сезон 2018—19       |                                                         |               |               |               |
| 21—26 марта 2019    | Зимняя Спартакиада                                      | 1 78,49       | 2 143,32      | 2 221,81      |
| 4—10 марта 2019     | Чемпионат мира среди юниоров 2019                       | 1 72,86       | 2 147,08      | 2 219,94      |
| 13—14 февраля 2019  | Зимний Европейский юношеский Олимпийский фестиваль 2019 | 1 72,57       | 1 130,22      | 1 202,79      |
| 19—23 декабря 2018  | Чемпионат России 2019                                   | 5 74,09       | 1 155,69      | 1 229,78      |
| 6—9 декабря 2018    | Финал юниорского Гран-при 2018                          | 6 56,26       | 5 125,57      | 5 181,83      |
| 12—15 сентября 2018 | Этапы юниорского Гран-при. Канада 2018                  | 1 65,07       | 1 130,49      | 1 195,56      |
| 22—25 августа 2018  | Этапы юниорского Гран-при. Словакия 2018                | 1 73,18       | 1 132,21      | 1 205,39      |
| Сезон 2017—18       |                                                         |               |               |               |
| 23—26 января 2018   | Первенство России среди юниоров 2018                    | 8 68,19       | 16 111,00     | 13 179,19     |

## Рекорды и достижения
- Рекорд соревнований среди юниоров по новой системе +5 / −5 GOE в сумме двух программ (205,39 балла), в короткой программе (73,18 балла) и произвольной программе (132,21 балла) на Гран-при среди юниоров 2018 в Словакии. Рекорд в произвольной программе был превзойдён Алёной Косторной на Гран-при среди юниоров 2018 года в Австрии 1 сентября 2018 года с 132,42 балла. Рекорд короткой программы и по сумме баллов был превзойдён Александрой Трусовой на Гран-при среди юниоров 2018 года в Литве 6 сентября 2018 года с 74,74 и 221,44 баллами соответственно.
- Первой среди женщин приземлила четверной лутц на соревнованиях среди взрослых — на Lombardia Trophy 2019.
- Первой среди женщин и вторая в мире (после Нейтана Чена) прыгнула два четверных лутца в одной программе на соревнованиях под эгидой Международного союза конькобежцев — на Skate America 2019. Тогда же первой прыгнула четверной лутц в каскаде с тройным прыжком.
- Щербакова первая фигуристка среди женщин, исполнившая каскад четверной флип — тройной тулуп, как и первая в истории мирового фигурного катания фигуристка, приземлившая в одной программе два четверных флипа среди женщин на Олимпиаде в Пекине 2022 года.

## Признания и награды
- Орден Дружбы (25 февраля 2022 года) — за высокие спортивные достижения, волю к победе, стойкость и целеустремлённость, проявленные на XXIV Олимпийских зимних играх 2022 года в городе Пекине (Китайская Народная Республика)[76]
- Мастер спорта России (2018)[77].
- Мастер спорта России международного класса (2020)[78].
- Заслуженный мастер спорта России (2021)[79].
- Лауреат Национальной спортивной премии, учреждённой Правительством Российской Федерации, за 2022 год в номинации «Гордость России» в категории «Спортсменка года» (14 декабря 2022)[80].
- Дважды лауреат премии «Серебряная лань», присуждаемой Федерацией спортивных журналистов России в 2022 году[81] и 2023 году[82].
- «Любимая фигуристка России» по версии издания «Чемпионат» (2022)[83].
- Лучший спортсмен 2022 года по версии читателей «РИА Новости»[84].

## Публичная деятельность
Имеет официальные страницы в социальных сетях Instagram, Telegram, «ВКонтакте», китайских Weibo, Douyin, Bilibili, Kwai и Xiaohongshu.

### 2018 – 2019 годы
6—8 июля 2018 года выступала в ледовом шоу «Dreams On Ice» в Японии.
6—7 апреля 2019 года выступала в гала-шоу Ильи Авербуха «15 лет успеха».
5 мая 2019 года выступала на шоу Евгения Плющенко «Плющенко, Костнер и друзья» в Италии.
20—21 апреля 2019 года выступала в ледовом шоу Этери Тутберидзе «Чемпионы на льду» в Краснодаре.
28—30 июня 2019 года выступала в шоу «Dreams on Ice» в Японии.

### 2020 – 2021 годы
5 января 2020 года выступала в ледовом шоу «Galappennino» в Италии.
26 февраля 2020 года выступала в ледовом шоу «Путь к победе».
В феврале 2020 года снялась для обложки мартовского номера российской редакции журнала Tatler вместе с Алёной Косторной, Алиной Загитовой, и Александрой Трусовой. В марте 2020 года стала амбассадором Nike и снялась для двух рекламных роликов, говоря на английском языке и показывая упражнения.
5—7 феврале 2021 года участвовала в командном турнире Кубок Первого канала в составе команды Алины Загитовой «Красная машина».
В апреле 2021 года выступала на шоу Этери Тутберидзе в туре «Чемпионы на льду».
В ноябре 2021 года появилась в рекламном ролике «Сбербанка».

### 2022 – 2023 годы
25—27 марта 2022 года приняла участие в роли капитана в командном турнире Кубок Первого канала, где её команда «Красная машина» одержала победу.
1 апреля 2022 года выступила в ледовом шоу «Влюблённые в фигурное катание» с двумя программами «The Songs of Distant Earth» и «Ave Maria».
В апреле 2022 года выступала на шоу Этери Тутберидзе в туре «Чемпионы на льду».
15—16 апреля 2022 года выступала в ледовом шоу в честь юбилея Татьяны Тарасовой.
В мае 2022 года стала амбассадором китайского автомобиля Chery Omoda 5.
В 2022 году Анна Щербакова в сотрудничестве с китайской компанией Geetaverse выпустила собственную коллекцию NFT-токенов под названием Born to Skate. Продажи токенов в том же году достигли 237,5 тысяч долларов, что является рекордом в спортивной индустрии КНР.
5 октября 2022 года Анна Щербакова стала телеведущей. Генеральный директор Первого канала Константин Эрнст и создатель шоу Илья Авербух выбрали Анну Щербакову вместе с Алексеем Ягудиным и Алиной Загитовой ведущими 9-го сезона шоу «Ледниковый период. Снова вместе».
1—5 декабря 2022 года выступала в Дохе (Катар) с ледовым спектаклем «Спящая красавица. Легенда двух королевств».
В ночь на 31 декабря 2022 по 1 января 2023 года была ведущей шоу «Новогодняя ночь» на «Первом канале».
14 февраля 2023 года выступила на фестивале «Влюбленные в фигурное катание» с новым показательным номером «Кометы».
25 февраля 2023 года выступила в ледовом шоу Ильи Авербуха «Снова вместе» в Ярославле.
18 марта 2023 года выступила в турнире шоу-программ «Русский вызов» с новым показательным номером под музыку из фильма «Семнадцать мгновений весны», где заняла 3 место.
С 2 апреля по 1 мая 2023 года приняла участие в шоу Этери Тутберидзе «Чемпионы на льду» в городах Владивостоке, Хабаровске, Санкт-Петербурге, Москве, Новосибирске, Омске, Казани, Уфе и Алма-Ате.
С 1 по 3 октября 2023 года участвовала в шоу «Magic on Ice» в Пекине.